# Blatt (Magazin)
Das Blatt – Stadtzeitung für München war eine alternative Stattzeitung, die vom 6. Juli 1973 bis zum 14. Juni 1984 in insgesamt 274 Ausgaben in München erschien. Am 6. Juli 1973 erschien das erste „Blatt“ mit dem Untertitel „14 Tage Münchner Möglichkeiten“. Das dritte „Blatt“ vom 3. August nannte sich „Alternative Stadtzeitung“. Erst das sechste vom 27. September behält dann seinen Titel „Blatt – Stadtzeitung für München“. Gründer waren Gerd Hortmeyer und Jürgen Ritter.
„Blatt“ war die erste alternative Stadtzeitung Westdeutschlands und gilt als der Prototyp aller späteren Stadtmagazine.
Das Blatt verstand sich als publizistische Plattform und Forum der undogmatischen Linken und der Alternativbewegung. Blatt sah sich als Teil einer Gegenöffentlichkeit, welche diejenigen zu Wort kommen lassen wollte, die keinen Zugang zu den etablierten Medien hatten. Aus der Selbstdarstellung von 1981: „Wir, die Autoren der Untergrundpostille, ,hetzen, predigen Gewalt und gebärden uns als unbelehrbare Leistungsverweigerer. Als Hebammen der Revolution dulden wir keinen Widerspruch beim Durchsetzen unserer einseitigen, ideologischen Konzepte‘, wie der Bayern-Kurier so richtig erkannt hat: BLATT hat ein stets offenes Ohr für den kleinen Mann, für die Unterdrückten, die Underdogs der Gesellschaft, … Guerillas, Schwulen, Lesben, Kinder, Opas, Bankräuber, Narren und Minderbemittelten – ein Organ der schweigenden Masse.“ Veranstaltungskalender und der große Kleinanzeigenteil wurden zum viel kopierten Vorbild. Das Blatt kann als Vorläufer jener Blätter gelten, die Ende der 1980er Jahre von verschiedenen Großverlagen als lukratives Geschäftsmodell entdeckt und zu gewinn- und konsumorientierten Hochglanzmagazinen durchgestylt wurden.
Ideologisch vermeintlich unpassende Kleinanzeigen wurden häufig zwar gedruckt, von den Setzern des Blattes aber mit abwertenden Kommentaren und der Markierung "[die Säzzer]" versehen.
Blatt kam vierzehntäglich heraus und wurde auch über München hinaus gelesen, die Auflage schwankte zwischen 10.000 und 25.000 Exemplaren. Nachdem das Blatt um 1977 seine höchsten Auflagenzahlen zu verzeichnen hatte, wurde es 1984 wegen der hoffnungslosen finanziellen Situation eingestellt. Nach Anzeigeneinbrüchen und sinkenden Abozahlen erschien mit Nummer 274 eine letzte „Notausgabe“.
Gegen die presserechtlich Verantwortlichen wurden im Laufe der Jahre mehrere Strafverfahren wegen Verunglimpfung des Staates, öffentlicher Billigung von Straftaten und Aufforderung zu strafbaren Handlungen eingeleitet. Beispielsweise wegen Beleidigung des bayerischen Ministerpräsidenten Alfons Goppel („seniler Weißwurstpräsident“) und Anleitungen zum Cannabisanbau.
Im Jahr 1974 wurden verschiedene Verfahren wegen Beleidigung eingeleitet, die später eingestellt wurden. 1975 erhielt der Redakteur Anatol Gardner wegen des Titelbildes der Nr. 41 einen Strafbefehl über 80 Tagessätze à 40 DM, der später zu 1800 DM ermäßigt wurde. Zu weiteren Geldstrafen kam es 1976 wegen der Ausgaben Nr. 48, 56, 58. Die Ausgabe 79 wurde wegen eines Artikels über Päderastie, Sexualität und linke Moral auf den Index gesetzt und bei den Ausgabestellen beschlagnahmt.  Im Juni 1978 wurde ein Mitarbeiter zu 1600 DM Geldstrafe verurteilt, weil in der Nr. 85 ein Flugblatt der Revolutionären Zellen abgedruckt war. Gegen den presserechtlich Verantwortlichen der Ausgabe 114 erging im August 1978 ein Strafbefehl über 1000 DM. Der presserechtlich Verantwortliche erhielt im Februar 1980 einen Strafbefehl über 400 DM. Gleichzeitig liefen Ermittlungsverfahren gegen die Nummern 177 bis 179. Die Nr. 194 wurde im Mai 1981 beschlagnahmt. Anlass war der Artikel „Die Bösen“ mit Tipps zur Heim-Graszucht. Weitere Verfahren wurden im März / April 1984 gegen die Ausgaben 263 bis 265 eingeleitet.
Ein Münchner Justizbeamter soll ausschließlich mit der Suche nach verdächtigen Äußerungen in der vierzehntäglichen Publikation – einschließlich ihres Kleinanzeigenteils – beschäftigt gewesen sein.
Bekannter Mitarbeiter des Blattes war der Comicautor und Zeichner Gerhard Seyfried.

## Archive
- Archiv 451, München, Christine Dombrowsky, seit 2010 im „Archiv der Münchner Arbeiterbewegung“[5].
- „Blatt“-Archiv, alle historischen Blatt-Exemplare zum Blättern und als PDFs